# Samsung SCH-W880
Samsung W880 (также известный как Samsung AMOLED 12 в Южной Корее) — высокотехнологичная модель мобильного телефона от Samsung, анонсированная в сентябре 2009 года. Это была первая в мире 12-мегапиксельная камера с 3-кратным оптическим зумом и 720p HD видео.

## Характеристики камеры
- Мегапиксели: 12
- Максимальное разрешение фотографий: 4000x3000 пикселей
- Оптический зум: 3x
- Цифровой зум: да
- Автофокус: да
- Вспышка: да
- Запись видео: 720p HD запись со скоростью 30 кадров в секунду
- Вторая (фронтальная) камера: Да